# Mathematics (produttore discografico)
Mathematics o Allah Mathematics, pseudonimo di Ronald Maurice Bean (New York, 21 ottobre 1971), è un produttore discografico statunitense di genere hip hop.
Ha collaborato con il Wu-Tang Clan e i progetti correlati con il collettivo. È stato anche il creatore del logo del Wu-Tang Clan.

## Biografia

Il logo del Wu-Tang Clan, creato da Mathematics

Ronald Maurice Bean è cresciuto nel quartiere del Queens a New York. Ha conosciuto l'hip hop grazie al fratello, che portava a casa registrazioni dei pionieri del genere come Grandmaster Flash & The Furious Five, Treacherous Three e Cold Crush Brothers. Ha iniziato la sua carriera nel 1987, come disc jockey ai block party con il nome di Supreme Cut Master. Nel 1988 è diventato DJ a tempo pieno per il rapper Victor C, facendo innumerevoli spettacoli nei club e nei college di New York.
Nel 1990 Mathematics iniziò a lavorare con GZA, il quale presto sarebbe diventato uno dei membri fondatori del Wu-Tang Clan, ma che all'epoca stava cercando il successo con l'etichetta Cold Chillin. Questa partnership è valsa a Mathematics un posto nel suo primo tour ufficiale, The Cold Chillin Blizzard Tour (con artisti famosi come Biz Markie, Big Daddy Kane, Kool G. Rap & DJ Polo e Marley Marl).
GZA ha lasciato la Cold Chillin dopo il suo primo album, Words from the Genius, senza aver raggiunto l'obiettivo di vendite previsto. Lui e Mathematics hanno quindi cercato la collaborazione dei cugini di GZA, RZA e Ol' Dirty Bastard: i tre divennero i membri fondatori del Wu-Tang Clan, allora noto come All In Together Now. Tuttavia il gruppo si sciolse in fretta, e il trio decise di creare il gruppo Wu-Tang. Mathematics sfruttò la sua esperienza come artista di graffiti per progettare un logo per la formazione, così come vari altri loghi e disegni che gli artisti del Clan avrebbero usato.
La prima vera partecipazione di Mathematics alla produzione arrivò durante una sessione in cui aiutò RZA, il suo mentore, nel costruire un ritmo dal nulla; il brano alla fine si trasformò in Ice Cream nell'album Only Built 4 Cuban Linx... di Raekwon (1995). Dal 1996 Mathematics ha iniziato a produrre dischi oltre a partecipare a tour e viaggi su strada con il gruppo gospel di suo padre, The Soul Seekers.
La sua prima traccia, Fast Life con Ghostface Killah e la star del football americano Andre Rison, è stata inserita nella compilation NFL Jams. Sebbene questa traccia non sia diventata celebre, ha portato a molte altre collaborazioni tra Mathematics e Ghostface; Mathematics iniziò anche a produrre per molti altri membri e affiliati dei Wu-Tang: GZA (Beneath the Surface), Method Man (Tical 2000: Judgement Day), Inspectah Deck (Uncontrolled Substance). Alla fine, ha prodotto per il Clan come gruppo, con Do You Really (Thang, Thang), Careful (Click, Click).
Nel 2003, Mathematics ha lavorato per la televisione, producendo la sigla e le musiche originali per la serie Wanda at Large, interpretata da Wanda Sykes e trasmessa dalla Fox. Durante questo periodo e tra vari tour, Mathematics ha iniziato a lavorare al suo primo progetto da solista, Love, Hell or Right. Completamente mixato, arrangiato e prodotto da lui stesso, Love Hell or Right è stato pubblicato nell'autunno 2003 per la sua etichetta Quewisha Records in collaborazione con High Times Records, e ha venduto trentamila copie.
Oltre a vedere la collaborazione dei rapper del Queens, Eyes-Low e Buddah Bless, Love Hell or Right ha avuto featuring di tutti i membri del Wu-Tang Clan tranne GZA e Ol 'Dirty Bastard (all'epoca detenuto). Mathematics firmò presto per la popolare etichetta hip hop indipendente Nature Sounds (sede del collega Wu-Tang Masta Killa e di MF DOOM) e pubblicò il suo secondo album The Problem nel 2005. In questo album apparve l'intero Wu-Tang Clan, inclusa un'apparizione postuma di Ol 'Dirty Bastard. Oltre a lavorare ai suoi album da solista, Mathematics ha continuato a contribuire a molti brani dei Wu-Tang, tra cui i primi album di Masta Killa e Streetlife. Nel gennaio 2012 pubblica un sequel di The Problem intitolato The Answer, interamente prodotto da lui con membri dei Wu-Tang come Raekwon, GZA, Method Man, Cappadonna, Masta Killa, Ol 'Dirty Bastard, Ghostface Killah e altri artisti tra i quali Redman, Ali Vegas, Eyeslow e Bad Luck.
Nell'ottobre 2017 è stato pubblicato il nuovo album del Wu-Tang Clan, The Saga Continues, che è stato interamente prodotto da Mathematics.

## Discografia parziale

### Album
- 2003 - Love, Hell Or Right
- 2005 - The Problem
- 2006 - Soul of a Man
- 2007 - Mathematics Presents Wu-Tang Clan & Friends Unreleased
- 2010 - Mathematics Presents Wu-Tang Return Of The Wu And Friends
- 2013 - Prelude to the Answer
- 2013 - Answer

### Altre partecipazioni
- NFL Jams, Fast Life
- Wu-Syndicate, Pointin' Fingers, Muzzle Toe
- Dirty Weaponry, Galactics
- Wu-Tang Killa Bees: The Swarm, Cobra Clutch, Punishment, Fatal Sting
- The Pillage, Oh Donna
- Tical 2000 Judgement Day, Snuffed Out
- Beneath The Surface, Amplified Sample, High Price Small Reward, Publicity, Feel Like An Enemy, Mic Trippin’
- Uncontrolled Substance, Uncontrolled Substance
- Blackout!, Dat's Dat Shit, Fire Ina Hole
- The W, Do You Really (Thang Thang)
- Supreme Clientele, Mighty Healthy, Wu-Banga 101
- Iron Flag, Rules
- Digital Bullet, Must Be Bobby, Cousins
- Next Friday Official Soundtrack, Shaolin Worldwide
- Bulletproof Wallets, Theodore, Strawberry
- Legend Of The Liquid Sword, Fam (Members Only)
- Tera Iz Him, Roll With The Rush
- Northstar, Duckie, We Got It
- No Said Date, Last Drink, Do That Dance, Whatever
- Street Education, FANZ, Who Want To Rap?, Sweetest Pain
- Wu-Tang Meets The Indie Culture, Cars On The Interstate
- 4:21...The Day After, Dirty Mef, Everything
- I, Two Missed Calls